# Synema decoratum
Synema decoratum es una especie de araña del género Synema, familia Thomisidae.

## Distribución
Esta especie se encuentra en Asia: India y China.

## Taxonomía
Fue descrita por Tikader en 1960.
Tratamiento taxonómico
La especie aparece registrada y publicada en On some new species of spiders (Arachnida) of the family Thomisidae from India. Journal of the Bombay Natural History Society 57: 173–183.